# Les 100
 (mai 2025).
Si vous disposez d'ouvrages ou d'articles de référence ou si vous connaissez des sites web de qualité traitant du thème abordé ici, merci de compléter l'article en donnant les références utiles à sa vérifiabilité et en les liant à la section « Notes et références ».
Pour la série télévisée inspirée de la série de livres, voir Les 100.
Les 100 (titre original : The 100) est une série littéraire de science-fiction imaginée par l'unité d'édition et de production de la Warner, Alloy Entertainment, écrite par Kass Morgan et publiée à partir de 2013. Constituée de quatre tomes, la série raconte l'histoire de cent jeunes criminels envoyés sur Terre 100 ans après une guerre atomique qui a détruit la Terre. On découvre l'histoire à travers les principaux personnages, Clarke, Bellamy, Octavia, Wells et Glass. En même temps que l'écriture du roman, Alloy met en production une série avec le même concept de départ mais sans aucun rapport avec le roman de Morgan. Elle est diffusée sur The CW depuis mars 2014. Elle compte sept saisons. La dernière a été diffusée dès le mois de mai 2020. En France, les sept saisons ont été diffusées sur France 4 et Syfy.

## Résumé
Cent prisonniers mineurs de la Colonie, vaisseau en orbite dans l'espace abritant les derniers représentants de l'espèce humaine, sont envoyés par une navette sur Terre 100 ans après que celle-ci a été détruite par des bombardements nucléaires. Pour eux, la planète bleue dont ils ont rêvé depuis toujours est un endroit merveilleux, à la fois fascinant et terrifiant par ses mystères. Parmi eux, Clarke Griffin, Octavia Blake et son grand frère Bellamy, ainsi que Wells, fils du Chancelier de la Colonie, essayent d'aider les autres à survivre tandis que, dans le vaisseau spatial, Glass, prisonnière qui s'est évadée juste avant le départ de la navette, essaye d'échapper aux gardes et de retrouver son petit ami Luke et sa mère Sonja. Mais une fuite d'air dans le vaisseau précipite le départ des autres habitants de la Colonie vers la Terre. Celle-ci est peuplée d'animaux étranges ayant muté après avoir reçu une très forte dose de radiations lors de la catastrophe. Les visiteurs ignorent encore que certains humains, les Natifs, n'ont jamais quitté la planète…

## Personnages
- Clarke Griffin : Elle fait partie des 100 criminels envoyés sur Terre. Elle est devenue prisonnière en plein milieu de ses études de médecine. Elle est intelligente et elle s'investit dans tout ce qu'elle entreprend. Le pouvoir ne l’intéresse pas. Ce qui l'importe, c'est que tout le monde survive.

- Bellamy Blake : Il a choisi de descendre sur Terre pour être avec sa sœur, Octavia, et la défendre, ce qu'il a fait sans aucune hésitation. Il est rebelle, imprévisible, il se bat pour les personnes qu'il aime et les causes qu'il croit justes.

- Wells Jaha : Il est le fils du Chancelier et fait aussi partie des 100 criminels. Pour partir sur terre avec eux, il a brûlé le seul arbre qui restait dans la station orbitale.

- Glass : Elle a réussi à s'échapper de la navette des 100 avant le décollage et grâce à la persuasion de sa mère, elle a été graciée. Elle est déterminée dans ce qu'elle entreprend, elle préfère mentir que de dénoncer ses amis.

- Octavia Blake : Elle est née illégalement et a vécu dans l'ombre, elle a été principalement élevée par son frère Bellamy puis quelques années plus tard elle a été placée en foyer avant de faire partie des 100. Elle est une jeune fille à l'esprit libre qui est assez débrouillarde.